# 15329 Сабена
15329 Сабена (15329 Sabena) — астероїд головного поясу, відкритий 17 вересня 1993 року.
Тіссеранів параметр щодо Юпітера — 3,200.
Названо на честь національної бельгійської авіакомпанії «Sabena», що змушена була припинити свою діяльність через фінансові проблеми. Проіснувала з 1923 до 2001 року.